# Triznya Mátyás
Triznya Mátyás, olaszul Mattia Triznya (Budapest, 1922. május 29. – Róma, 1991. október 18.) Olaszországba emigrált magyar festő, díszletfestő, látványtervező, operatőr.

## Élete

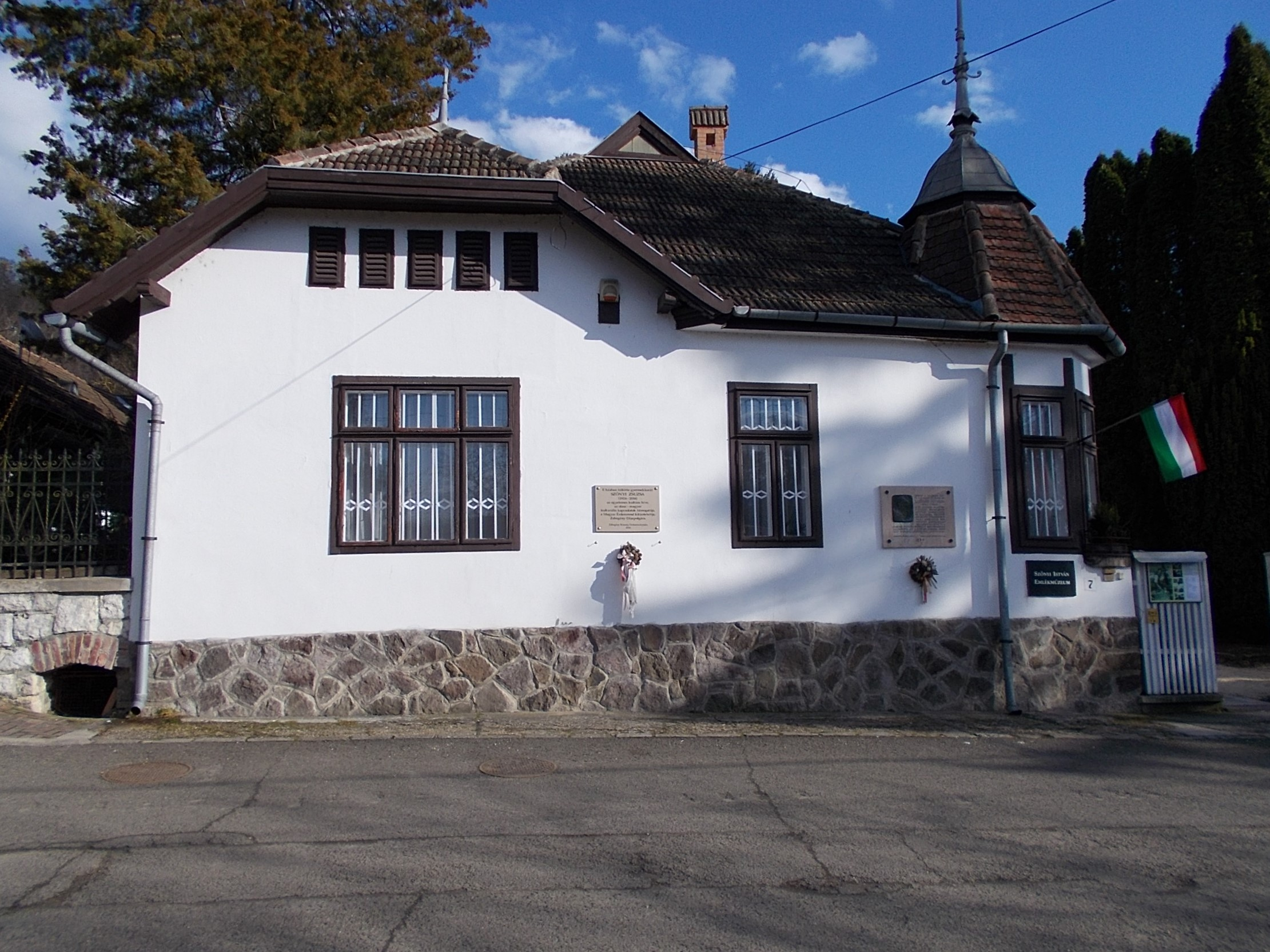
A Triznya-kocsmának is emléket állító Szőnyi Emlékmúzeum, Zebegény, 2020

1940-ben a pesti piarista gimnáziumban érettségizett. Édesapja jó nevű Váci utcai cipőüzletét folytatandó, először a közgazdasági egyetemen kezdte meg tanulmányait, de művészi és filozófiai hajlamát követve hamar váltott: 1941–1943 között a Képzőművészeti Főiskolán, majd a Budapesti Tudományegyetem bölcsészeti karán tanult. 1944-ben feleségül vette Szőnyi Zsuzsát. 1949-ben, a kommunisták teremtette hazai viszonyok elől Olaszországba emigráltak. 1950–51-ben Rómában díszletfestő és operatőr volt a Cinecittàban; 1953-tól 1978-ig filmtechnikusként dolgozott a SPES római filmlaboratóriumában. 1955-től számos kiállítása volt Olaszországban és szerte Európában. 1973-ban a római Accademia Tiberina tagja lett. 1977-ben elnyerte a római Dante Alighieri képzőművészeti díj aranyérmét. 1992-ben a Magyar Köztársaság Művelődési és Közoktatási Minisztere posztumusz, Pro Cultura Hungarica díjjal tüntette ki.
Elsősorban akvarellben dolgozott, a fény és a szín kapcsolatának problematikáját boncolgató lapjain római városképeket, laziói tájakat, svájci hegyvidéki látvànyokat örökített meg, kedvelt műfaja volt a csendélet és a portré (?).
Mesterei: Varga Nándor Lajos, Szőnyi István.
Jó barátságot ápolt Szabó Ferenc jezsuita szerzetessel, akivel közös kiadványuk is megjelent.
Ars poeticája: „Kíváncsibb vagyok az ember művére, arra, hogy az hogyan illeszkedik a természetbe, mint magára az emberre”.
Feleségével Szőnyi Zsuzsával – mestere leányával – évtizedeken át működtették szombatonként, római lakásukon a Triznya-kocsma néven ismert művészeti szalont, ahol írók, költők, képző- és zeneművészek leltek barátságos, rakottkrumplis fogadtatásra. Pilinszky János, Weöres Sándor, Márai Sándor, Esterházy Péter, Karinthy Ferenc, Jancsó Miklós, Sebestyén Márta, Komoróczy Géza, Mensáros László mellett emigránsok, de alkalmi vendégek is. Özvegye számos könyvet jelentetett meg életükről, levelezésükről itthon maradt rokonaikkal, az olasz rádió magyar adásában és a SZER-ben töltött majd fél évszázadáról.

## Díjai, kitüntetései
- Dante Alighieri képzőművészeti díj aranyérme, 1977
- Pro Cultura Hungarica díj (posztumusz), 1992
- Magyar Örökség díj (posztumusz), 2011

## Kiállításai
- 1955 A. Brunetti G., Róma
- 1969, 1971, 1973 Il Cavaletto G., Róma
- 1975 G. Riva del Garda
- 1978 Desenzano del Garda
- 1979 Galerie Royale, Minceau, Párizs
- 1980, 1982 Majorovits Gyűjtemény, Rot (NSZK)
- 1983 C. Wittigkofen, Bern
- 1984 Galerie Melnikov, Heidelberg
- 1984 Olasz Intézet, Budapest
- 1987 Szőnyi Emlékmúzeum, Zebegény
- 1992 Magyar Akadémia, Róma
- 1997 Olasz Intézet, Budapest
- 2012 Itáliai hangulatok címmel, Keszthely, Paks

## Alkotásai

### Néhány képzőművészeti munkája
- Ostia Antica Capitoliuma, akvarell
- Kasztor és Pollux temploma, akvarell
- A Colosseum a Basilica di Massenzio romjain át, akvarell
- Ostia Antica, akvarell
- Kőkör, akvarell

### Filmes munkái
- Csoda Milánóban (Miracolo a Milano – Vittorio De Sica rend., 1951) látványtervező, trükkfelvétel-készítő

### Publikációi
- Mielőtt szürkülnek a színek – Szabó Ferenc versei – Triznya Mátyás akvarelljei, Róma, 1987 – illusztrátor
- Szőnyi István – 1894-1960, Magánkiadás, Róma, 1982 - társszerző